# Crise
Die Crise ist ein Fluss in Frankreich, der im Département Aisne in der Region  Hauts-de-France verläuft.
Sie entspringt unter dem Namen Ru de Launoy im Gemeindegebiet von Launoy, entwässert in einem stark drehenden Lauf generell in nordwestlicher Richtung und mündet nach rund 26 Kilometern im Stadtgebiet von Soissons als linker Nebenfluss in die Aisne.

## Orte am Fluss
- Launoy
- Muret-et-Crouttes
- Chacrise
- Rozières-sur-Crise
- Noyant-et-Aconin
- Courmelles
- Soissons